# Congress Plaza Hotel
Le Congress Plaza Hotel (en forme longue The Congress Plaza Hotel & Convention Center) est un hôtel datant de 1893 situé au 520 South Michigan Avenue dans le centre-ville de Chicago, dans l'État de l'Illinois, aux États-Unis.
Le bâtiment se trouve au cœur du quartier historique de l'Historic Michigan Boulevard District, dans la partie nord-est du secteur du Loop (Downtown Chicago), à proximité immédiate de certains des plus beaux bâtiments de Michigan Avenue tels l'Auditorium Building, le Fine Arts Building et le Railway Exchange Building, mais aussi de points d'intérêts majeurs de la ville tels Grant Park, le Millennium Park, la Buckingham Fountain, le Symphony Center (qui comprend l'Orchestra Hall de l'orchestre symphonique de Chicago), l'Art Institute of Chicago (deuxième plus grand musée d'art des États-Unis après le Metropolitan Museum of Art) ou encore les bords du lac Michigan.
À proximité immédiate du Congress Plaza Hotel se trouvent le Blackstone Hotel et le Hilton Chicago, deux hôtels de luxe.

## Histoire

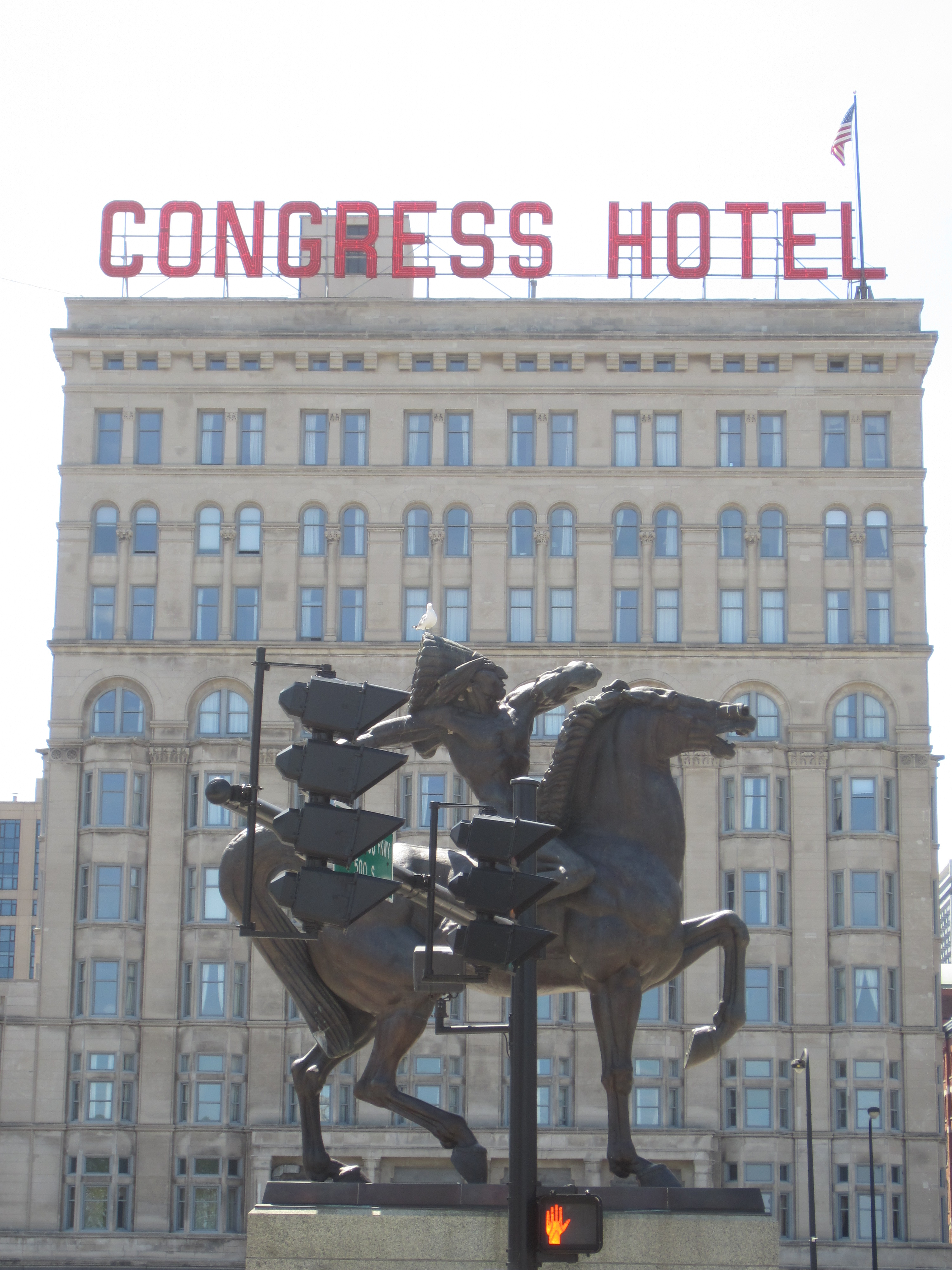
Vue sur l'enseigne de l'hôtel avec la statue The Indian.

Après avoir ouvert ses portes en 1893 pour l'Exposition universelle de Chicago (World's Columbian Exposition), l'hôtel a subi deux grandes expansions et rénovations depuis son inauguration. Aujourd'hui, l'hôtel comprend 804 chambres et 35 suites. Son édifice de 11 étages a été conçu à l'origine par l'architecte Clinton J. Warren comme une annexe au Théâtre de l'auditorium de l'autre côté de la rue.
Les deux bâtiments furent reliés par un passage souterrain appelé Peacock Alley. Le marbre fit partie intégrante du revêtement des murs du passage. En 1902, puis en 1907, Holabird & Roche supervisa la conception et la construction de deux ajouts, ce qui porte la superficie à 1 million de pieds carrés.
En juin 1912, Theodore Roosevelt, le 26e président des États-Unis, séjourna au Congress Plaza Hotel lorsque la Convention nationale républicaine eut lieu à Chicago en 1912. Roosevelt, qui chercha à cette époque à remporter les élections présidentielles, tint un discours du balcon de sa chambre de l'hôtel à une foule assemblée autour de Grant Park.
En octobre 1916, le 28e président des États-Unis Woodrow Wilson passa par l'hôtel dans le cadre de sa visite dans la ville. Plus d'une centaine de personnes du National Woman's Party (NWP) se présentèrent en faveur du suffrage des femmes et protestèrent devant l'hôtel. Des bannières telles que « Wilson is Against Women » (littéralement « Wilson est contre les femmes ») furent brandies, les manifestants furent attaqués par des contre-manifestants et leurs bannières furent détruites tandis que la police était présente selon les reporters et les journalistes,.
Dans les années 1930, l'hôtel fut géré par la National Hotel Management Company du pionnier de l'industrie hôtelière Ralph Hitz. À la même époque, une partie de l'hôtel servit de cadre à une émission de radio de Benny Goodman sur la National Broadcasting Company (NBC). Après le déclenchement de la Seconde Guerre mondiale, le gouvernement acheta l'hôtel et l'utilisa comme centre d'entraînement pour l'United States Army Air Forces (les forces aériennes de l'armée américaine). L'hôtel a rouvert ses portes pendant quelque temps pour accueillir les conventions politiques d'été de 1944. À cette époque, John J. Mack était président de la Michigan Corporation.
L'hôtel n'est affilié à aucune chaîne nationale. Il est détenu par un ressortissant syrien, Albert Nasser Shayo, qui a acheté le bien en 1987.

## Décorations intérieures

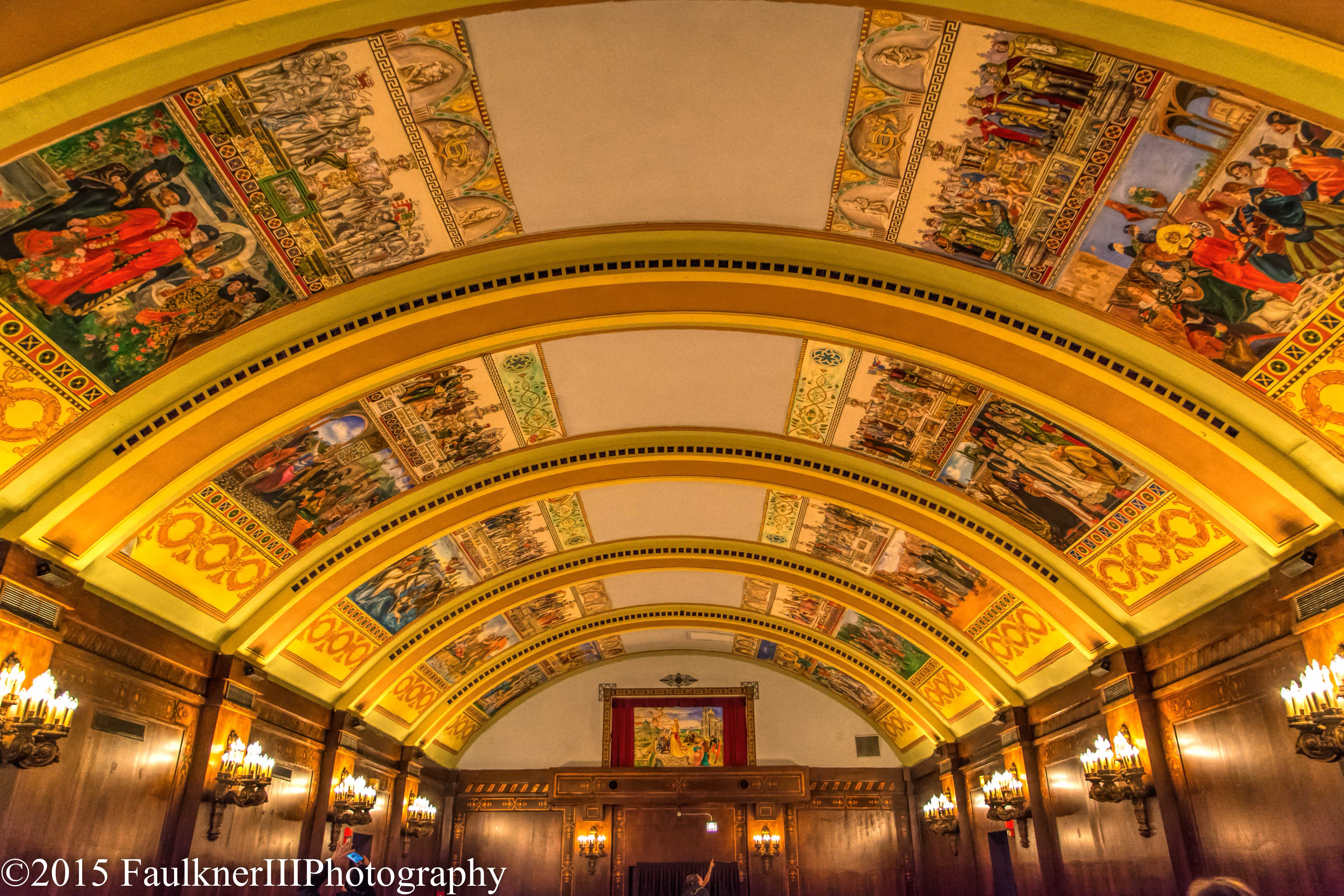
Intérieur de la suite Florentine.

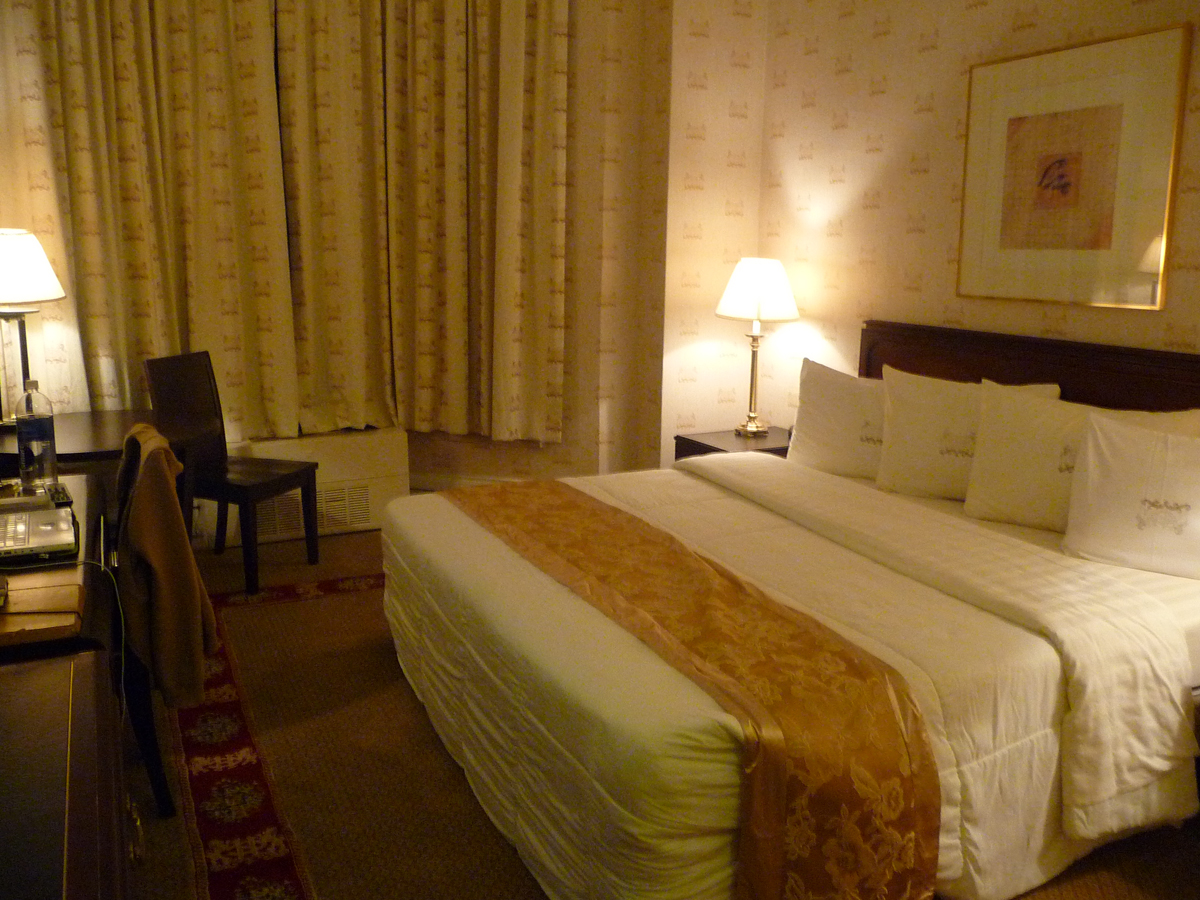
Une chambre de l'hôtel.

En 1940, Louis Grell (1887-1960), un artiste peintre basé à Chicago, fut chargé de créer treize peintures murales pour les lunettes qui sont une caractéristique architecturale constituant une pénétration d'une voûte en berceau dans un autre berceau de hauteur différente. Les peintures murales représentèrent diverses scènes populaires du Chicago de l'époque.
En 1952, sous la supervision du propriétaire de l'hôtel, Albert Pick Jr, Louis Grell fut de nouveau chargé de peindre les mêmes lunettes architecturales, cette fois, Grell a incorpora Chicago dans les scènes représentant des métiers qui permirent le développement économique et la croissance de la ville.
Il y a aussi, parmi les représentations, des symboles célèbres des États-Unis comme « Lady Liberty » (la statue de la Liberté) peinte au milieu de la rivière Chicago avec l'eau lui arrivant au niveau des genoux. En 1955, Pick recommanda à Grell, lors d'une des nombreuses rénovations, de peindre trois murs pour la salle Pompéienne nouvellement décorée. Cette dernière disposait également d'une magnifique fontaine en verre teinté de l'artiste Louis Comfort Tiffany. Chaque mur possédait une pièce maîtresse centrale de style gréco-romain, mais Grell a décoré tout le mur avec différents motifs de flore et de conception personnalisée,,.
L'hôtel dispose de 804 chambres et de 35 suites dotées d'équipements modernes et d'un aménagement spacieux. À la suite des travaux de rénovation, l'hôtel conserva son caractère en mélangeant l'ancien et le nouveau. Les hauts plafonds furent restaurés et les salles de bains furent agrandies. Dans une ville où la concurrence entre les différentes chaînes d'hôtels est forte, la configuration particulière du Congress Plaza Hotel et les points de vue uniques sur le panorama urbain qu'offrent ses chambres et salles de réception insufflèrent de la personnalité à l'établissement. Le Congress Plaza Hotel dispose aujourd'hui de 35 suites d'hôtel dont 15 offrent une vue imprenable sur le lac Michigan.
L'hôtel dispose également de plusieurs salles spécialement prévues pour les événements, les réunions d'entreprise, les conventions, les cérémonies de mariage, etc. Il propose une variété de menus de restauration abordables, des capacités d'accueil d'environ 1 200 personnes et plus de 50 000 mètres carrés d'espace de réunion, de banquet et d'exposition.

## Architecture

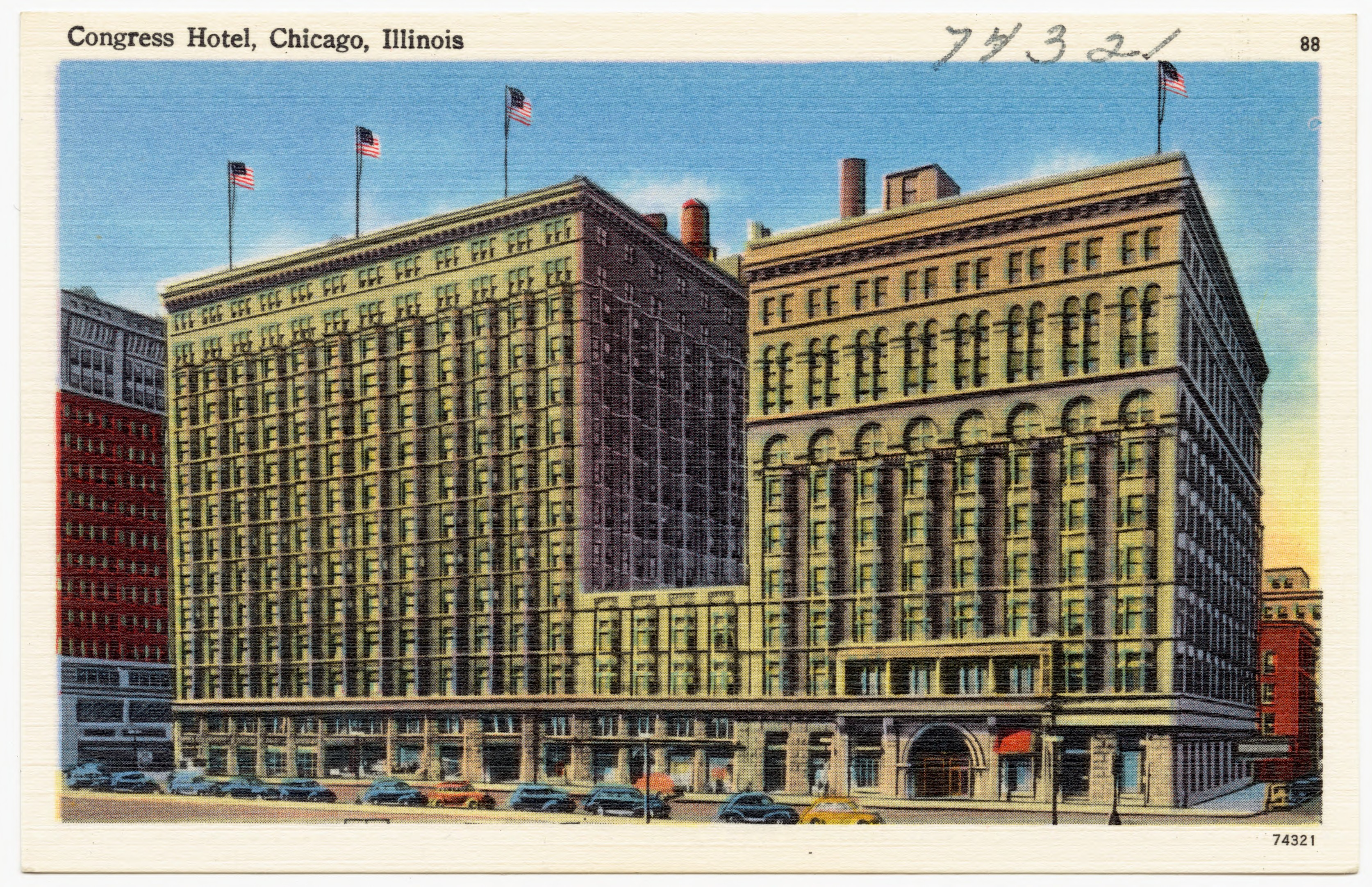
Carte postale du Congress Hotel, par Tichnor Brothers, Inc. (vers 1930).

Conçu par l'architecte Clinton J. Warren, le Congress Plaza Hotel fut construit juste à côté du célèbre Auditorium Building de Louis Sullivan, l'architecte en chef de l'Exposition universelle de 1893. R.H. Southgate acheta l'hôtel et amena Clinton Warren à concevoir le bâtiment nord. Cependant, des consultants célèbres tels que Dankmar Adler et Sullivan lui-même furent également embauchés sur le projet. Le but de la conception de l'immeuble était de le rendre cohérent avec les autres bâtiments situés le long de Michigan Avenue. L'hôtel a été conçu dans le style qui prédominait à l'époque : l'École de Chicago. L'architecture comprend aussi un style Art nouveau.
Le deuxième immeuble, qui s'appelait à l'origine « Auditorium Hotel », fut construit juste au sud du Congress Hotel entre 1902 et 1907. Il posséda également la première salle de bal climatisée aux États-Unis. Bon nombre de personnalités influentes de la haute société de Chicago, pendant et après l'Exposition universelle de Chicago, s'y rencontrèrent.

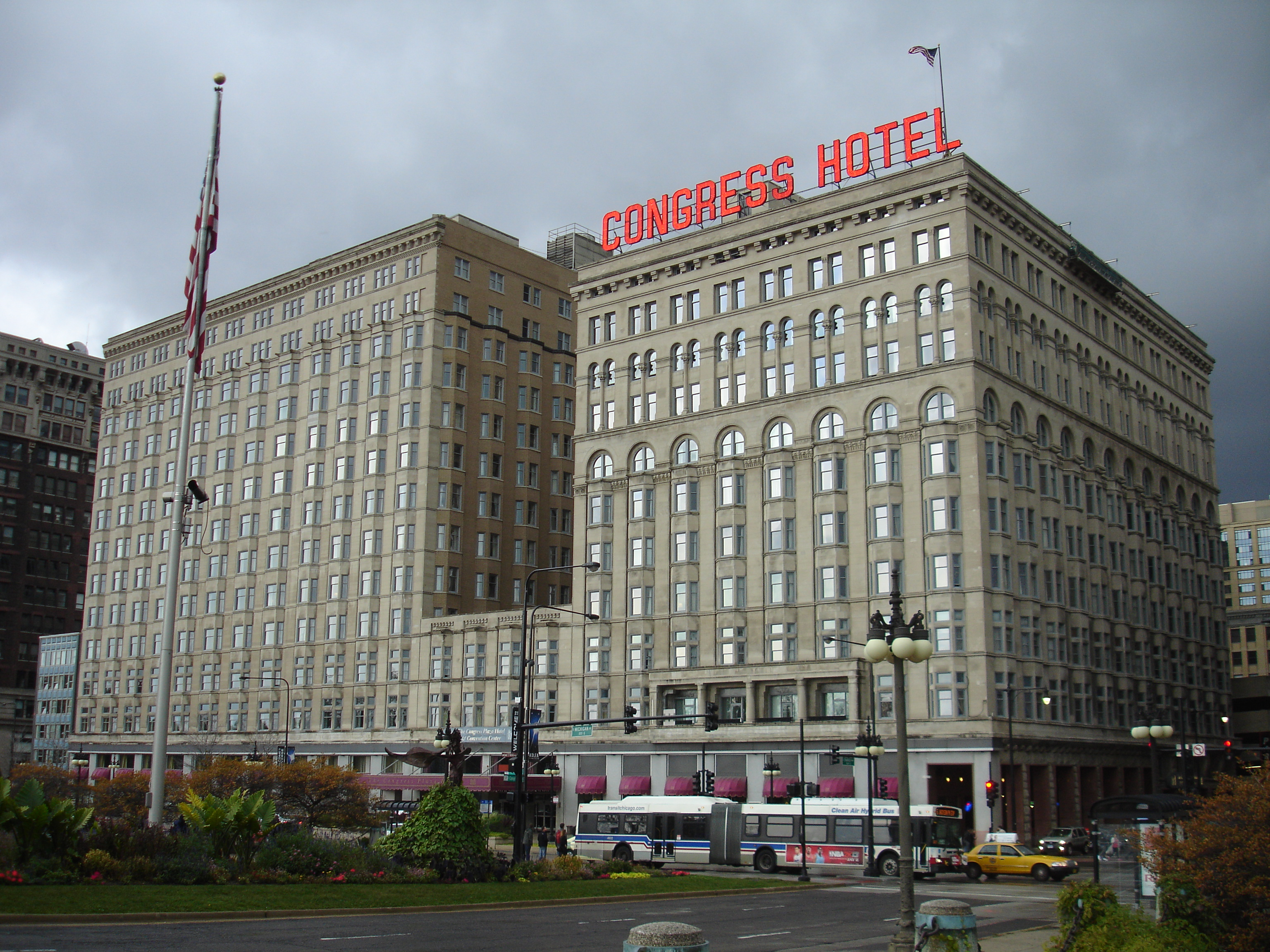
Vue sur l'hôtel depuis Grant Park.

À l'époque, l'Auditorium Hotel fut reconnu comme étant le lieu de prédilection « pour voir et être vu » des différents hommes politiques, entrepreneurs, hommes d'affaires et autres personnes influentes de la ville de Chicago. En 1908, les propriétaires de l'hôtel changèrent de nom pour « Congress Plaza Hotel ». Lorsque l'Exposition universelle se termina, l'hôtel eut désormais une identité à part entière.
De 1908 à aujourd'hui, l'hôtel connut de nombreux changements de propriétaires et changements dans sa manière d'être géré. L'hôtel a pendant longtemps appartenu à la Pick Company. Le Congress Plaza Hotel est idéalement bien situé car il se trouve à hauteur du centre de Grant Park et offre une vue imprenable sur le lac Michigan, la Buckingham Fountain et les jardins de Grant Park. Il constitue aujourd'hui un immeuble emblématique de Michigan Avenue et l'un des plus beaux héritages issus de l'Exposition universelle de 1893.